# Vanda Juknaitė
Vanda Juknaitė (Papiliai, 28 de noviembre de 1949) es una escritora, dramaturga, pedagoga y ensayista lituana.

## Biografía
Nació en Papiliai, municipio del distrito de Rokiškis al noreste de Lituania. Después de estudiar lengua y literatura lituana en la Universidad de Vilna, enseñó en el Conservatorio de Klaipeda y, desde 1975, en la Universidad de Ciencias de la Educación. Ha trabajado en el área de pedagogía social con niños sin hogar, discapacitados y de la calle.
Su primer libro, Ugniaspalvė lapė (en español: El zorro rojo), se publicó en 1983. Una de sus obras más notables, la memoria Išsiduosi. Balsu: esė, pokalbiai, publicado en Lituania en 2002, fue traducida al inglés por Laima Sruoginis. Su trabajo presenta las alegrías y dificultades de la transición de Lituania del comunismo a la democracia, basada esencialmente en una serie de entrevistas con niños discapacitados o abandonados. Otro trabajo destacable es Šermenys (1990), una novela que describe las deportaciones masivas de hombres a Siberia dejando a las mujeres para salvaguardar la sociedad lituana.
En 2008, recibió el Premio Nacional de Lituania por sus logros en arte y cultura y por apoyar la comprensión internacional de la cultura lituana.

## Obras
- Ugniaspalvė lapė, novela corta y cuentos cortos – Vilnius: Vaga, 1983
- Šermenys, novela – Vilnius: Vaga, 1990
- Stiklo šalis, cuento – Vilnius: Lietuvos rašytojų sąjungos leidykla, 1995; Alma littera, 2012
- Šermenys, drama – Vilnius: Alma littera, 2000, 2001
- Išsiduosi, ensayos y entrevistas – Vilnius: Lietuvos rašytojų sąjungos leidykla, 2002
- Saulėlydžio senis: Romualdo Granausko, interpretaciones creativas con Elena Nijole Bukeliene. – Vilnius: Alma littera, 2004
- Tariamas iš tamsos, entrevistas con niños – Vilnius: Lietuvos rašytojų sąjungos leidykla, 2007, 2012
- Ponios Alisos gimtadienis, dos obras teatrales – Vilnius: Lietuvos rašytojų sąjungos leidykla, 2010

En inglés
- Juknaitė, Vanda (2007). My Voice Betrays Me. East European Monographs. ISBN 978-0-88033-606-2.